# Obrót pieniężny
Obrót pieniężny – przychody i rozchody środków pieniężnych – w formie gotówkowej (przyjmowanie i wypłacanie pieniędzy z kasy) i bezgotówkowej (regulowanie rozrachunków za pośrednictwem banku). Obrót pieniężny realizowany w formie gotówkowej sprzyja rozwojowi szarej strefy, stąd w wielu państwach podejmowane są inicjatywy, które zachęcą podmioty gospodarcze do rozliczania transakcji w formie bezgotówkowej (lub prawnie taką formę rozliczeń wymuszają – w Polsce gotówkowo mogą być rozliczane transakcje przedsiębiorstw jedynie do równowartości 15 000 euro – limit zapisany w uchylonej ustawie o swobodzie działalności gospodarczej z 2 lipca 2004 roku) (nowy limit od dnia 01.01.2017 r. to 15 000,00 PLN; występuje on w Prawie przedsiębiorców).
W Polsce działania na rzecz obrotu bezgotówkowego koordynuje działająca przy Narodowym Banku Polskim Rada ds. Systemu Płatniczego. Autorzy Programu Rozwoju Obrotu Bezgotówkowego na lata 2014–2020 przedstawili postulat między innymi zmniejszenia limitu rozliczeń gotówkowych dla przedsiębiorstw do równowartości 1000 euro oraz rozszerzenia transakcji objętych limitem o należności o charakterze publicznoprawnym, płatności za towary luksusowe od określonej wartości oraz transakcje między osobami fizycznymi.